# Referèndum d'autodeterminació de Tokelau de 2007
Un referèndum d'autodeterminació es va celebrar a Tokelau els dies 20, 22 i 24 d'octubre de 2007, sense obtenir el nombre total de sufragis requerits per tot just 16 vots. Si s'hagués complert aquest requisit, el referèndum hauria canviat la condició de Tokelau, que hagués passat de ser un territori no incorporat de Nova Zelanda a un estat autònom en lliure associació amb Wellington, semblant a les Illes Cook i Niue.
El referèndum estava obert a tokelauencs de 18 anys o més, havent 789 persones aptes per a votar. Es requeria una majoria de dos terços dels votants perquè el resultat del referèndum fos acceptat.
Després de l'estret resultat negatiu del primer referèndum d'aquest tipus en 2006, es va decidir que se celebraria un altre l'any següent. Els líders de Tokelau creien que les preocupacions entre els emigrants de Tokelau van ser un factor en el resultat negatiu del referèndum de 2006, encara que no eren aptes per a votar, i els van assegurar que no perdrien els seus drets en tornar a Tokelau si el referèndum de 2007 era aprovat. Va haver un 23% més de persones aptes per a votar en el referèndum de 2007 que en els anys previs.
El programa va ser:
- 20 d'octubre: Apia, Samoa (votació a l'estranger). 63 vots emesos.
- 22 d'octubre: Fakaofo
- 23 d'octubre: Nukunonu
- 24 d'octubre: Atafu

Si la proposta hagués tingut èxit, s'hauria establert una data, probablement a mitjan 2008, per al "dia d'autodeterminació". No obstant això, la proposta va tenir un resultat negatiu de nou per un marge encara més petit — s'haguessin necessitat 16 vots més a favor per a aprovar-lo. El líder del grup més gran de tokelauencs en l'estranger (la comunitat tokelauesa en el Barri Hutt de Nova Zelanda) Henry Joseph va exigir altra votació en un termini màxim de dos anys, canviant l'aprovació necessària a majoria simple.

## Resultats
| Resultat                | Vots | %      |
| ----------------------- | ---- | ------ |
| D'acord amb la proposta | 446  | 64,4   |
| Rebutja la proposta     | 246  | 35,6   |
| Total                   | 692  | 100.00 |